# Кордисбургу
Кордисбургу (порт. Cordisburgo) — муниципалитет в Бразилии, входит в штат Минас-Жерайс. Составная часть мезорегиона Агломерация Белу-Оризонти. Входит в экономико-статистический микрорегион Сети-Лагоас. Население составляет 8574 человека на 2006 год. Занимает площадь 823,215 км². Плотность населения — 10,4 чел./км².

## История
Город основан 19 декабря 1938 года.

## Статистика
- Валовой внутренний продукт на 2003 год составляет 30 632 552,00 реалов (данные: Бразильский институт географии и статистики).
- Валовой внутренний продукт на душу населения на 2003 год составляет 3582,76 реалов (данные: Бразильский институт географии и статистики).
- Индекс развития человеческого потенциала на 2000 год составляет 0,733 (данные: Программа развития ООН).